# Waldo Peirce
 (juin 2021).
Waldo Peirce, né le 17 décembre 1884 à Bangor dans le Maine et mort le 8 mars 1970 à Newburyport, dans le Massachusetts, est un artiste peintre nord-américain. Il est assez célèbre en Amérique du Nord pendant les années 1930 (il est surnommé « le Renoir américain ») mais a été oublié ensuite. 
Il vit dans le Paris de l'entre-deux-guerres, nouant une longue amitié avec Ernest Hemingway) et en Europe, et est mentionné parmi les artistes de la génération perdue. 

## Biographie

### Jeunesse

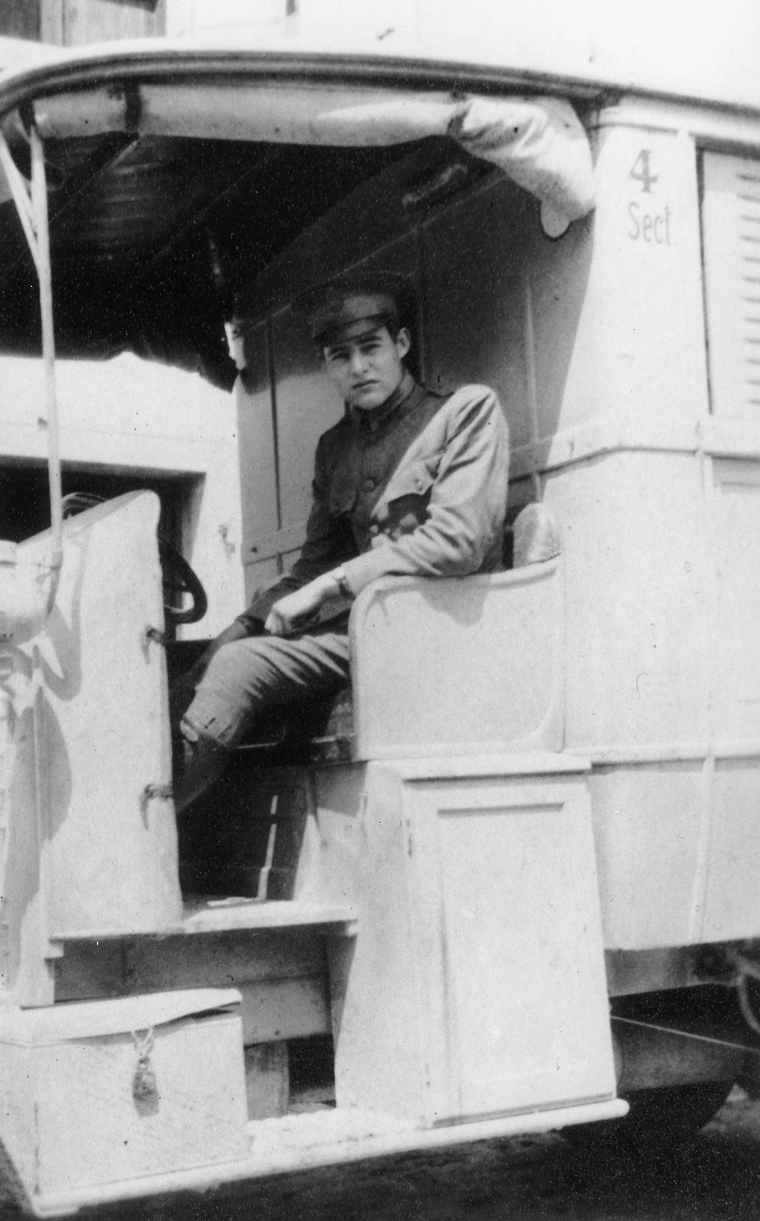
Les jeunes bourgeois nord-américains aventureux désireux d'échapper à leur cadre social et de découvrir l'Europe pensaient que la conduite d'un camion-ambulance sur le théâtre de la Première Guerre mondiale était une solution humaniste et sans danger. Ici, (comme avant lui John Dos Passos, Waldo Peirce et Henry Strater) Ernest Hemingway au volant d'une ambulance en 1918, en Italie du Nord.

Originaire du Maine et descendant d’une famille de richissimes industriels du bois (des lumber barons), Peirce sort en 1903 de la  Phillips Academy d'Andover (Massachusetts), puis entre à Harvard
En 1915, alors que les États-Unis sont encore neutres (ils n’entreront en guerre que le 6 avril 1917), Peirce, âgé de 31 ans, s’engage dans l’American Field Service. En France, il conduit des ambulances sur le front de l’Est. En 1917 il est décoré de la Croix de guerre pour sa bravoure dans les Vosges. Peirce est blessé par des éclats d'obus, et muté ensuite dans une section du service de renseignement.

### Un riche original

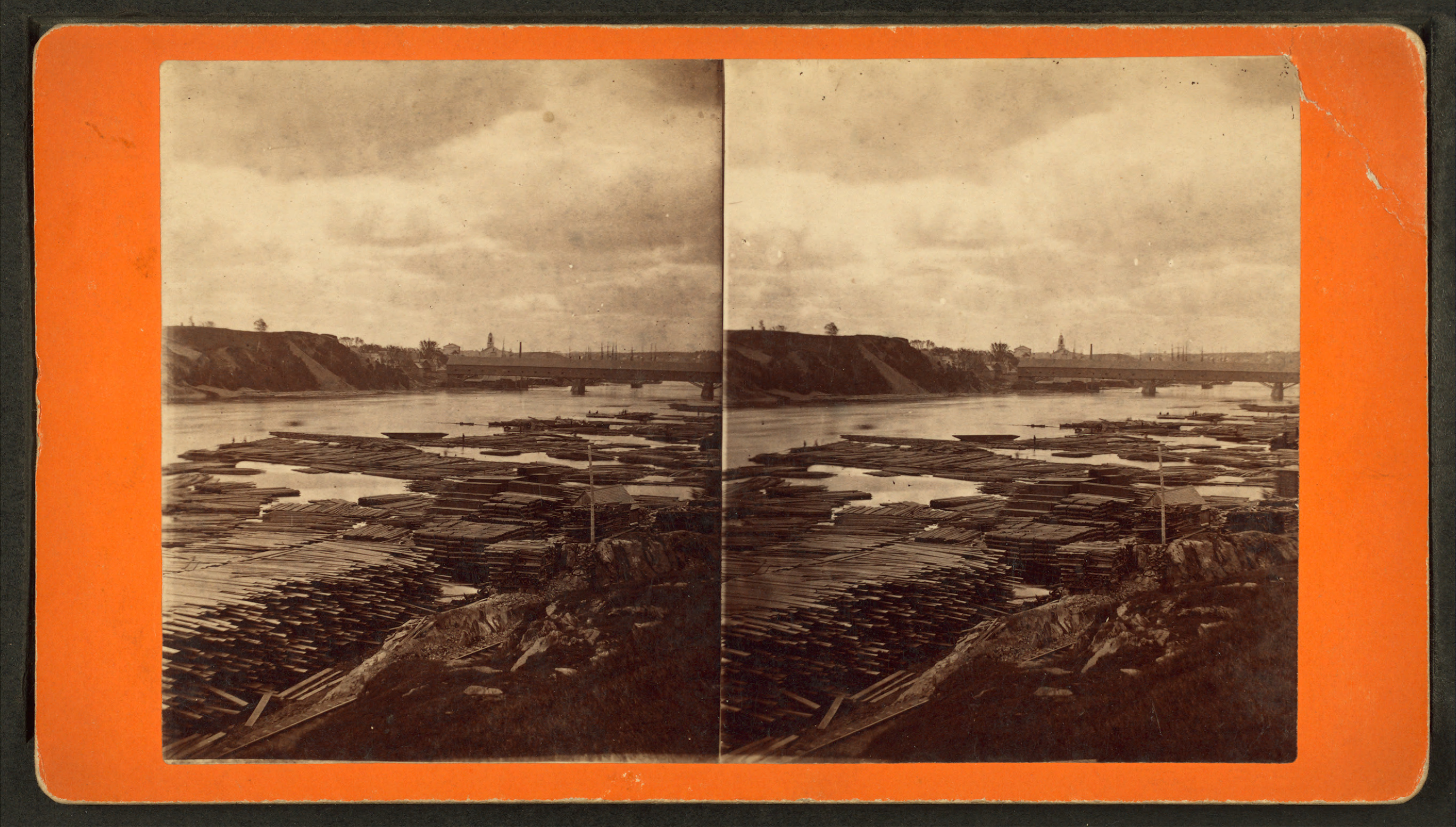
À la fin du XIXe siècle, le bois des conifères du Maine, débité et flotté sur la rivière Penobscot, puis transporté et vendu à New York, Boston, et jusque dans les Caraïbes et la Californie, permit à quelques capitalistes de Bangor (les lumber barons) de se constituer d'énormes fortunes.

Selon Waldo Peirce, c’est uniquement sa corpulence qui le fit sélectionner par l’équipe de football américain d’Harvard, et il a dit être sorti de la prestigieuse université avec seulement « un diplôme de joueur de billard ». Il était par ailleurs un nageur de fond réputé. 
En 1911, après sa sortie d’Harvard, il s’embarque à Boston sur un cargo avec son ami le jeune communiste militant John Reed, à destination de l’Angleterre. Mais les aménagements du cargo ne lui plaisent pas ; sans prévenir personne, il saute à l’eau alors que le bateau quitte la baie de Boston, et regagne le port à la nage. Reed, soupçonné d’avoir tué son ami, est mis aux arrêts pour la durée de la traversée. Et quand le cargo arrive en Angleterre, Peirce est là, sur le quai : il a touché terre, et pris un vapeur plus rapide. Il avait d’ailleurs participé à une compétition de natation sur longue distance juste avant son départ. 

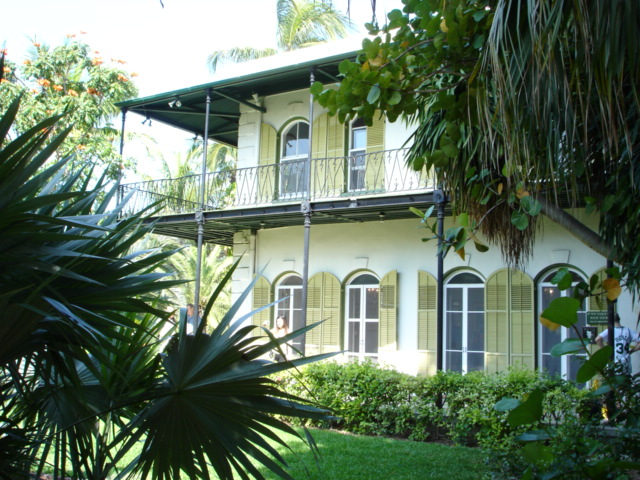
La villa des Hemingway à Key West (Floride). Waldo Peirce et sa famille y ont souvent séjourné dans les années 1930.

Avec sa haute taille, ses larges épaules, ses grosses moustaches, sa grande barbe, ses vêtements dépenaillés et son perpétuel gros cigare, Peirce était une pittoresque figure d’artiste. Il insistait cependant sur le fait qu’il était « un peintre, et non un artiste ». 
Pendant son séjour à Paris dans les années 1920, Peirce, colosse tendre et tranquille, se crée dans la bohème intellectuelle et artistique de l'après-guerre une réputation de redoutable farceur. Ainsi, il offre à sa concierge un belle tortue, qui ravit la dame ; puis il remplace subrepticement l'animal par une tortue plus grosse, et ce plusieurs fois de suite. La dame est aux anges : elle pense que ce sont ses bons soins qui font croitre l'animal, et le fait admirer aux voisins. Mais elle se désole quand Peirce remplace, à son insu, sa favorite par des tortues de plus en plus petites.
Peirce était aussi un poète paillard, que Maxwell Perkins (son ami du temps de Harvard) aurait publié si son patron l'éditeur Charles Scribner[Lequel ?] ne s'y était opposé : les vers auraient choqué la pudibonderie de l'époque
Après avoir passé environ 20 ans en Europe, Waldo Peirce revient aux États-Unis en 1931, avec sa troisième épouse Elzira Boehm et ses jumeaux (nés à Paris en 1930). Il s'installe à Bangor en face du château de ses parents.
Son père meurt en 1936 et laisse à ses trois enfants une fortune considérable. Waldo peut alors continuer à se consacrer à la peinture et à sa vie de famille : deux de ses tableaux montrent Mme Peirce coupant les cheveux de ses enfants sur la plage, face à la mer, et taillant aussi dans la toison de son mari.

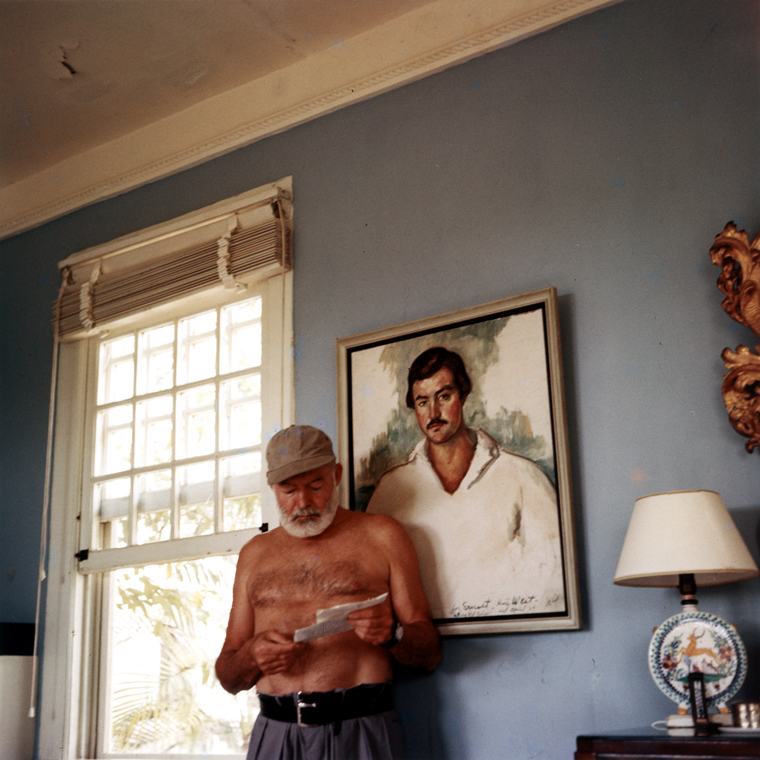
Ernest Hemingway dans le salon de Finca Vigia en 1953, devant son portrait en Kid Balzac peint par Waldo Peirce en 1929.

Il était un vieil ami d’Ernest Hemingway. En juillet 1927 il l'accompagne pendant 2 semaines aux fêtes de San Fermin à Pampelune. En 1929 il a peint son portrait dans une pose qui rappelle le Balzac de Louis Boulanger. Il a peint aussi Hemingway de profil (regard tendu au loin, canne à pêche en main et casquette sur la tête), et ce portrait a été publié sur la première page du Time Magazine en 1937.
Mais Waldo Peirce n’appréciait pas qu’on le décrive comme « le Ernest Hemingway de la peinture ». Il déclarait : « Personne ne dira que Hemingway est le Waldo Peirce de la littérature ».  Waldo Peirce, comme Dos Passos et Maxwell Perkins a été souvent invité à séjourner à la maison d'Ernest Hemingway à Key West.
Peirce a été marié quatre fois et a eu cinq enfants, qui ont été le centre de sa vie, et qui lui ont servi de modèle des centaines de fois.  Son ami Hemingway a décrit ainsi dans une lettre un séjour de Peirce et de ses enfants chez lui et son épouse à Key West : « Waldo est là avec ses enfants : eux sont comme des hyènes non domestiquées, et lui est docile comme une vache. Il ne vit que pour eux, et avec le temps qu’il leur consacre, ils devraient être corrects et bien élevés ; au contraire, ils n’obéissent jamais, cassent tout, ne répondent même pas quand on leur parle, et lui est comme une vieille poule au milieu d’une couvée de singes-hyènes.  Je crois qu’il ne viendra pas avec moi en bateau : il ne peut laisser ses enfants seuls.  Ils ont une nurse et une gouvernante, mais il n’est heureux que quand il essaie de peindre pendant que l’un d’eux met le feu à la barbe de son père et que l’autre barbouille de la purée sur les toiles » .
À Key West, au début des années 1930, Peirce put cependant pêcher (les photos en témoignent) quelques tarpons avec Hemingway. C’est Hemingway qui a trouvé le nom du bar, d’après un restaurant de La Havane, où l’eau de fusion de la glace du banc de fruits de mer rendait le sol glissant (sloppy)

### Le peintre
En 1920, dans le Paris de l’après-guerre, Waldo Peirce fréquente les autres jeunes américains de la génération perdue, et suit des cours de peinture à l'Académie Julian
Waldo Peirce voyage en Europe, et étudie aussi en Espagne, à Ségovie, sous le maître alors fameux  Ignacio Zuloaga
L'influence des impressionnistes français a été (et reste) prépondérante chez lui : on a pu dire « il dessine comme Matisse, ses vigoureux coups de brosse rappellent Cézanne, et il utilise la lumière comme Renoir ». Ultérieurement, sa touche est devenue plus personnelle. »
Waldo Peirce, comme il l’a dit lui-même, « n’a jamais eu besoin de travailler » et l'étiquette de « riche amateur »  qu'il a ainsi portée est peut-être une des causes de la désaffection qu'il a connue après 1940. Mais il a passé plusieurs heures par jour, pendant un demi-siècle, à peindre ses enfants, sa famille, des autoportraits, des natures mortes et des paysages. 

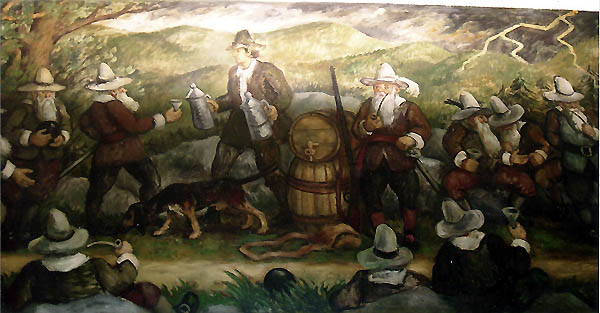
Fresque de Waldo Peirce : La Légende de Rip Van Winkle, bureau de poste de Troy (État de New York).

En 1938, il a peint deux fresques pour le bureau de poste de Troy à New York. Elles sont situées à chaque extrémité du hall, et sont inspirées de thèmes régionaux. Celle du côté décrit la légende de Rip Van Winkle, et celle de l'Ouest Les Légendes du fleuve Hudson. Peirce n'a que très peu peint sur commande, et seulement dans deux autres bureaux de poste : ceux de Westbrook dans le Maine, et de Peabody au Massachusetts.
Un portrait de son ami Bill Schneider est exposé au "Schneider Museum of Art.
Kid Balzac est un portrait de Ernest Hemingway peint par Waldo Peirce en 1929 :  Hemingway, avec des cheveux bruns longs et un col largement ouvert, ressemble au Balzac en robe de moine peint par Louis Boulanger. Le tableau se trouve dans la "Ernest Hemingway Collection Room" du "John F. Kennedy Presidential Library and Museum" à Boston.
Le fameux tableau Silver Slipper Dancing Hall a eu de nombreuses variantes et au moins un pendant  : vus du côté bar "Sloppy Joe's", un barman ventripotent verse à boire à Hemingway, cependant que Waldo Peirce, debout, casque solaire en tête, bock et pipe à la main, se tient devant une jeune femme brune (l'épouse de Waldo, ou Pauline Pfeiffer, la seconde épouse d'Hemingway ?) qui regarde pensivement le fond de son verre - et qu'à travers la porte on voit danser les clients du "Silver Slipper".
Dans les années 1940, Waldo Peirce est peu à peu oublié, car l'art abstrait est maintenant à la mode, mais fin juillet 1944, il remporte le prix "Portrait of America" offert par Pepsi Cola, et reçoit 2 500 $ de la firme de soda pour son Maine Swimming Hole.
Les œuvres de Waldo Peirce sont aux cimaises du Metropolitan Museum of Art, du Whitney Museum, de la  Gallery of American Art, et de nombreux autres musées, dont le "Ogunquit Museum of American Art", fondé en 1953 à Ogunquit (Maine) par un autre peintre du nord des États-Unis, lui aussi contemporain et ami d'Hemingway : Henry Strater.

### Mort
La rubrique nécrologique ("Milestones") du Time magazine rapporte ainsi la fin de Waldo Peirce, le 23 mars 1970 : « Décédé (de pneumonie), à Newburyport (Massachusetts) : Waldo Peirce, 85 ans, peintre impressionniste américain. Ce géant aux larges favoris était connu pour son mode de vie exubérant comme pour son art fier et spontané. Peirce a vécu avec la verve et l'appétit de Ernest Hemingway, son ami de toujours, qui a été aussi son compagnon de voyages : non seulement il a eu 4 épouses, mais il a lui aussi assisté aux courses de taureaux de Pampelune. Sa peinture, éclaboussée de couleurs sensuelles, a (comme l'a dit un critique) "une odeur de sueur, et résonne comme un éclat de rire. »

## Famille
Le frère aîné de Waldo, Hayford, est un spécialiste reconnu de l’art byzantin. Une des épouses de Waldo, Alzira Boehm, a été sculpteur et peintre. 
Un neveu de Waldo, Hayford Peirce, est un écrivain, auteur de livres de science-fiction et de mystère - et un de ses fils, Bill, est l'époux de l'avocate britannique Gareth Peirce.